# Melicertus latisulcatus
Kungsräka (Melicertus latisulcatus) är en kräftdjursart som först beskrevs av Kamakiche Kishinouye 1896.  Melicertus latisulcatus ingår i släktet Melicertus och familjen Penaeidae. Inga underarter finns listade i Catalogue of Life.